# Most spawany w Maurzycach
Most spawany w Maurzycach – zabytkowy most na rzece Słudwi, między miejscowościami Maurzyce w gminie Zduny i Niedźwiada w gminie wiejskiej Łowicz. Pierwszy na świecie drogowy most spawany.

## Historia
Zbudowany przez firmę K. Rudzki i S-ka w Mińsku Mazowieckim, według projektu prof. Stefana Bryły (przy projekcie pracował także Władysław Tryliński). Oddany do użytku w 1929. Pierwotnie tylko podłużnice i poprzecznice zaprojektowano jako spawane, a cały most jako konstrukcję nitowaną. Następnie, pod kierunkiem prof. Bryły, inż. Wenczesław Poniż przeprojektował ją na spawaną. Spawanie elektryczne zastąpiło stosowane do tej pory nity łączące, co było sporym ułatwieniem przy budowie mostów i zmniejszyło masę z 70 ton w konstrukcji nitowanej do 56 ton spawanej. Most był także tańszy w budowie.
Projekt ten szybko przekonał inwestorów do szerokiego stosowania technik spawalniczych w budownictwie, choć w kraju długo pozostawał jedyną realizacją tej metody w dziedzinie mostów drogowych.
Most znajdował się w ciągu dawnej trasy europejskiej E8 (później E30, aktualnie drogi krajowej 92). Z czasem jego konstrukcja przestała spełniać potrzeby ruchu, przez co w 1977 został przesunięty o ok. 20 m na północ, a na jego dotychczasowym miejscu wybudowano nowy, większy most. Most po generalnym remoncie w 2009 jest udostępniony do zwiedzania.
Obiekt ma dużą wartość historyczną i inżynieryjno-techniczną, w związku z czym uzyskał status zabytku (nr rej.: 1031 z 22.11.1968 r.).
Most ten znalazł się na jednym z czterech znaczków pocztowych wydanych w 2008 przez Pocztę Polską w emisji „Mosty w Polsce” (obok mostu Poniatowskiego w Warszawie, mostu im. Ernesta Malinowskiego w Toruniu i mostu Siekierkowskiego w Warszawie).
W 1995 roku most otrzymał amerykańską nagrodę „Historic Welded Structure Award”. W 2010 roku minister kultury wyróżnił budowlę nagrodą „Zabytek Zadbany”. W roku 2025 Związek Mostowców Rzeczypospolitej Polskiej wystąpił do Generalnej Dyrekcji Dróg Krajowych i Autostrad z inicjatywą wpisania zabytku na krajową Listę Pomników Historii Prezydenta RP.

## Inne
W bezpośrednim sąsiedztwie mostu znajduje się skansen wsi łowickiej.